# كونراد إف. بيكر
كونراد إف. بيكر هو لاعب كرة قاعدة وسياسي أمريكي، ولد في 12 نوفمبر 1905 في ريد بود في الولايات المتحدة، وتوفي في 14 أغسطس 1965 في نيو هافن في الولايات المتحدة. نشط حزبياً في الحزب الجمهوري.